# Dany Robin
Pour les articles homonymes, voir Robin.
Danielle Robin, dite Dany Robin, née le 14 avril 1927 à Clamart, et morte le 25 mai 1995 à Paris 14e, est une actrice française.    
Surnommée « la petite fiancée de la France » dans l'après-guerre, elle devient une des principales vedettes féminines des années 1950, passant de l'emploi d'« ingénue » à celui de la Parisienne coquine. Premier rôle féminin de L'Étau (1969), elle est considérée comme la dernière « blonde hitchcockienne ».

## Biographie
Son père René Robin est le directeur technique de la société Vollon & Brun connue sous le nom de VB, qui construit des modèles réduits de trains.
Danielle Robin obtient au Conservatoire de Paris un premier prix de danse en 1943 puis un premier prix de comédie. Entrée dans la troupe de Roland Petit, elle est le type même de l'ingénue des années 1950.
Elle débute au cinéma dans un film de Marc Allégret, Lunegarde. Remarquée en 1943 par Marcel Carné, elle tourne un second rôle dans Les Portes de la nuit. Mais c'est avec Le silence est d'or de René Clair qu'elle gagne ses galons de star.

Dany Robin en 1948, en une de la revue Regards.

Elle tourne aux côtés de Louis Jouvet dans Les amoureux sont seuls au monde d'Henri Decoin en 1947, dans Une histoire d’amour de Guy Lefranc en 1951 et en 1953, aux côtés de Jean Marais dans deux comédies : Les Amants de minuit et Julietta. Le public tombe sous le charme de la jeune bohémienne qu’elle interprète en 1954, dans Cadet Rousselle d'André Hunebelle.

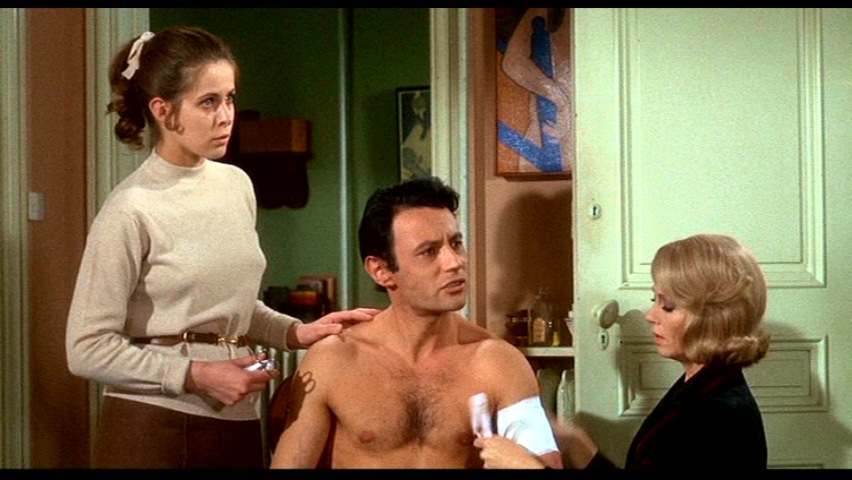
Claude Jade, Michel Subor et Dany Robin dans L'Étau d'Alfred Hitchcock

Dany Robin met fin à sa carrière cinématographique après un dernier rôle ambigu dans L'Étau (Topaz) d'Alfred Hitchcock en 1969 : elle joue la femme d'un agent secret (Frederick Stafford) et la mère d'une fille (Claude Jade) mariée à un journaliste (Michel Subor) et aussi la maîtresse d'un espion (Michel Piccoli). Elle fait sa dernière apparition sur les planches, pendant l'été 1994, avec Le Bal des voleurs, une pièce de Jean Anouilh, dans le cadre du Festival d’Anjou.
Elle aura tourné au total 74 films et joué dans 35 pièces. À titre anecdotique, Dany Robin a posé à plusieurs reprises pour présenter des créations de Lola Prusac, maison de couture à Paris et certaines de ces photos ont été publiées dans la presse[réf. nécessaire].

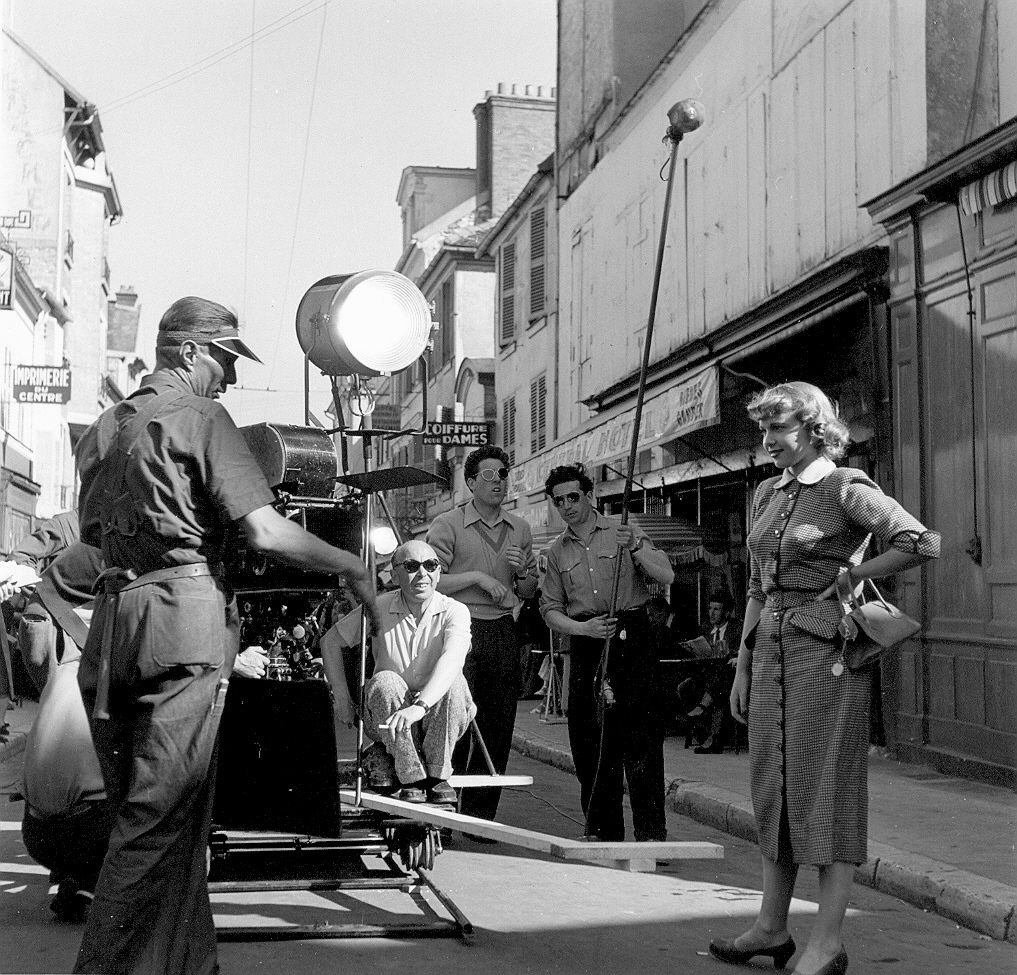
Emil-Edwin Reinert et Dany Robin dans Le destin s'amuse en 1947.

### Mort
Dany Robin et son mari, Michael Sullivan, meurent tous les deux à la suite de l'incendie de leur appartement parisien situé au 8, rue du Commandant-Schloesing, à proximité du cimetière de Passy. Dany Robin décède des suites de ses blessures à l'hôpital Cochin. Ils sont tous deux inhumés au cimetière de Montfort-l'Amaury, non loin de la sépulture de Georges Marchal qui est son premier mari.

## Vie privée
Dany Robin demeure mariée pendant 18 ans (1951-1969) avec l'acteur Georges Marchal. Deux enfants naissent de cette union : Frédérique et Robin. Les époux se séparent en 1968. Ils vivent longtemps à Montfort-l'Amaury dans les Yvelines, dans un château du XVIIIe siècle qu'ils ne cessent de restaurer.  
Elle épouse par la suite Michael Sullivan, l'impresario irlandais des premiers James Bond. 

## Filmographie

### Cinéma
- 1943 : Premier Prix du conservatoire (court métrage) de René Guy-Grand
- 1944 : Lunegarde de Marc Allégret
- 1946 : Les Portes de la nuit de Marcel Carné - Étiennette
- 1946 : Six Heures à perdre de Alex Joffé et Jean Levitte - Rosy
- 1947 : Le silence est d'or de René Clair - Lucette
- 1947 : Le destin s'amuse d'Emil-Edwin Reinert - Gabrielle
- 1947 : L'Éventail d'Emil-Edwin Reinert - Martine
- 1947 : Une jeune fille savait de Maurice Lehmann - Corinne
- 1947 : Les amoureux sont seuls au monde de Henri Decoin - Monelle Picart
- 1949 : La Passagère de Jacques Daroy - Nicole Vernier
- 1949 : La Voyageuse inattendue de Jean Stelli - Dany
- 1949 : La Soif des hommes de Serge de Poligny - Julie
- 1949 : Au p'tit zouave de Gilles Grangier : Hélène
- 1949 : Vedettes en liberté (court métrage) de Jacques Guillon
- 1949 : Autour d'une collection (court métrage) de Jean-Claude Huisman
- 1951 : Le Plus Joli Péché du monde de Gilles Grangier - Zoé
- 1951 : Deux Sous de violettes de Jean Anouilh - Thérèse Delbez
- 1951 : Une histoire d'amour de Guy Lefranc - Catherine Mareuil
- 1952 : Douze Heures de bonheur (ou Jupiter) de Gilles Grangier - Yvette Cornet
- 1952 : Elle et moi de Guy Lefranc - Juliette
- 1952 : La Fête à Henriette de Julien Duvivier - Henriette
- 1953 : Les Amants de minuit de Roger Richebé - Françoise Letanneur
- 1953 : Un acte d'amour (Act of love) d'Anatole Litvak - Lise Gudayec/Madame Teller
- 1953 : Julietta de Marc Allégret - Julietta Valendor
- 1954 : Les Révoltés de Lomanach de Richard Pottier - Monique de Lomanach
- 1954 : Quelques pas dans la vie (Tempi nostri) de Alessandro Blasetti - l'amante
- 1954 : Cadet Rousselle d'André Hunebelle - Violetta Carlino
- 1954 : Escale à Orly de Jean Dréville - Michèle Tellier
- 1955 : Napoléon de Sacha Guitry - Désirée Clary
- 1955 : Frou-frou de Augusto Genina - Antoinette Dubois dit Frou Frou
- 1955 : Paris Canaille de Pierre Gaspard-Huit - Penny Benson
- 1956 : C'est arrivé à Aden de Michel Boisrond - Eléonore 'Nora' de Savigny
- 1956 : Bonsoir Paris, bonjour l'amour de Ralph Baum - Annick Bernier
- 1957 : Le Coin tranquille de Robert Vernay - Danielle
- 1957 : L'École des cocottes de Jacqueline Audry - Ginette Masson
- 1957 : Quand sonnera midi de Edmond T. Gréville - Christine Dumartin
- 1957 : C'est la faute d'Adam de Jacqueline Audry - Eléonore 'Nora' de Savigny
- 1957 : Mimi Pinson de Robert Darène - Mimi Pinson
- 1958 : Suivez-moi-jeune-homme de Guy Lefranc - Françoise Marceau
- 1959 : Les Dragueurs de Jean-Pierre Mocky - Denise
- 1959 : Le Secret du chevalier d'Éon de Jacqueline Audry - la comtesse de Monval
- 1960 : La Française et l'Amour de Henri Verneuil, dans le sketch : L'adultère - Nicole Perret
- 1960 : Motif de divorce: l'amour (en) (Scheidungsgrund : Liebe) de Cyril Frankel - Marylin
- 1961 : Conduite à gauche de Guy Lefranc - Catherine
- 1961 : Les Amours célèbres de Paul Gordeaux, de Michel Boisrond, dans le sketch : Lauzun
- 1962 : Les Mystères de Paris d'André Hunebelle - Irène
- 1962 : Les Femmes du général (Waltz of the Toreadors) de John Guillermin - Ghislaine
- 1962 : Les Parisiennes de Marc Allégret - Antonia
- 1962 : Mandrin, bandit gentilhomme de Jean-Paul Le Chanois - Baronne d'Escourt
- 1962 : En suivant mon cœur ! (Follow the Boys) de Richard Thorpe - Michele Perrier
- 1963 : Comment trouvez-vous ma sœur ? de Michel Boisrond - Martine Jolivet
- 1964 : Sursis pour un espion de Jean Maley - Mme Roussel
- 1965 : La Corde au cou de Joseph Lisbona - Isabelle
- 1967 : Don't Lose Your Head de Gerald Thomas : Jacqueline
- 1968 : Le Club des libertins (The Best House in London) de Philip Saville - Babette
- 1969 : L'Étau (Topaz) d'Alfred Hitchcock - Nicole Devereaux

### Télévision
- 1965 : Version grecque : Bacchis
- 1966 : The Dick Emery Show (série), 1 épisode

## Théâtre
- 1947 : L'Invitation au château de Jean Anouilh, mise en scène André Barsacq, Théâtre de l'Atelier
- 1952 : La Grande Roue de Guillaume Hanoteau, mise en scène Roland Piétri, Théâtre Saint-Georges
- 1952 : La Grande Oreille de Guillaume Hanoteau, mise en scène Roland Piétri, Théâtre Saint-Georges
- 1955 : Les Amants novices de Jean Bernard-Luc, mise en scène Jean Mercure, Théâtre Montparnasse
- 1958 : L'Invitation au château de Jean Anouilh, mise en scène André Barsacq, Théâtre des Célestins
- 1959 : Un rossignol chantait de Robert Lamoureux, mise en scène et décors Jean Marais, Théâtre des Variétés
- 1960 : Léocadia de Jean Anouilh, mise en scène Roland Piétri, Théâtre des Célestins
- 1962 : Le Misanthrope de Molière, mise en scène Pierre Dux, Théâtre de l'Œuvre
- 1962 : Mais n'te promène donc pas toute nue ! de Georges Feydeau, mise en scène Jacques-Henri Duval, tournée Herbert
- 1962 : La Seconde Surprise de l'amour de Marivaux, mise en scène Jacques-Henri Duval, tournée Herbert
- 1963 : Dom Juan ou le Festin de pierre de Molière, mise en scène Pierre Dux, Théâtre de l'Œuvre
- 1963 : Le Misanthrope de Molière, mise en scène Pierre Dux, Théâtre des Célestins
- 1963 : Il faut qu'une porte soit ouverte ou fermée d'Alfred de Musset, mise en scène Pierre Dux, Théâtre des Célestins
- 1965 : Version grecque de Marc-Gilbert Sauvajon, mise en scène Jacques-Henri Duval, Théâtre Montparnasse
- 1965 : La Dame en blanc de Marcel Achard, mise en scène Jacques-Henri Duval, Théâtre des Célestins, tournée Herbert-Karsenty
- 1967 : Jean de la Lune de Marcel Achard, mise en scène Jean Piat, Théâtre du Palais-Royal
- 1967 : Demandez Vicky de Marc-Gilbert Sauvajon, mise en scène Jacques-Henri Duval, Théâtre des Nouveautés

## Discographie
Dany Robin a été narratrice de disques pour enfants :
- 1957 : Le Petit Tailleur (avec François Périer) - Disques Barclay
- 1962 : Walt Disney : Blanche-Neige et les Sept Nains - Le Petit Ménestrel